# Koňuš
Koňuš (in ungherese: Unglovasd) è un comune della Slovacchia facente parte del distretto di Sobrance, nella regione di Košice.